# Гансько-іранські відносини
Гансько-іранські відносини — двосторонні відносини між Ганою та Іраном.
Гана має посольство в Тегерані, а Іран має посольство в Аккрі .

## Історія
Гана і відносини з Ісламською Республікою Іран сягають співзасновництва Руху неприєднання першим президентом Гани Кваме Нкрумою в 1961, а президент Гани Джон Драмані Махама назвав відносини між Ганою та Іраном історичними, і висловив досягнення у встановленні зв'язків з більш високим рівнем.

## Офіційні візити
Ісламська Республіка Іран та шостий президент Ірану та тридцятий генеральний секретар Руху неприєднання Махмуд Ахмадінежад відвідали Гану до того, як їх змінив на цій посаді сьомий президент Ірану та тридцять перший Генеральний секретар Руху неприєднання Хасан Рухані. Президент Ахмадінежад зустрівся з 12-м президентом Гани Джоном Драмані Махамою та членами іранських народів Гани 16 квітня 2013, щоб обговорити з президентом Джоном Драмані Махамою зміцнення Руху неприєднання, а також співголову двосторонньої зустрічі між двома країнами президентський палац Гани Флагстафф Хауса. Ахмадінежада вітали десятки жителів Гани, які несли прапори та прапори Ірану, і портрети Махмуда Ахмадінежада, щоб привітати президента Ірану.